# Tõnu Endrekson
Tõnu Endrekson (ur. 11 czerwca 1979 w Parnawie, ZSRR; obecnie Estonia) – estoński wioślarz, srebrny i brązowy medalista igrzysk olimpijskich, trzykrotny brązowy medalista mistrzostw świata, mistrz Europy.
Srebrny medalista w wioślarskiej dwójce podwójnej wraz z Jüri Jaansonem podczas Letnich Igrzysk Olimpijskich 2008 w Pekinie.
W 2016 roku zdobył brązowy medal olimpijski na igrzyskach w Rio de Janeiro w rywalizacji wioślarskich czwórek podwójnych mężczyzn. W estońskiej czwórce wystąpił wraz z Kasparem Taimsoo, Allarem Rają i Andreiem Jämsä. Czwórka zwyciężyła w rundzie eliminacyjnej, a w finale przegrała z Niemcami i Australią.

## Osiągnięcia
- Igrzyska olimpijskie – Ateny 2004 – dwójka podwójna – 4. miejsce[1].
- Mistrzostwa świata – Gifu 2005 – czwórka podwójna – 3. miejsce[1].
- Mistrzostwa świata – Eton 2006 – czwórka podwójna – 3. miejsce[1].
- Mistrzostwa świata – Monachium 2007 – czwórka podwójna – 3. miejsce[1].
- Igrzyska olimpijskie – Pekin 2008 – dwójka podwójna – 2. miejsce[1].
- Mistrzostwa Europy – Ateny 2008 – czwórka podwójna – 1. miejsce[4].
- Mistrzostwa świata – Poznań 2009 – czwórka podwójna – 10. miejsce[4].
- Mistrzostwa Europy – Brześć 2009 – czwórka podwójna – 8. miejsce[4].
- Mistrzostwa Europy – Montemor-o-Velho 2010 – jedynka – 5. miejsce[4].
- Igrzyska olimpijskie – Rio de Janeiro 2016 – czwórka podwójna – 3. miejsce[4].

## Odznaczenia
- Order Białej Gwiazdy II Klasy – 2009[5]